# Camamu
Camamu là một đô thị thuộc bang Bahia, Brasil. Đô thị này có diện tích 885,195 km², dân số năm 2007 là 31568 người, mật độ 35,68 người/km².